# Люзиньи-сюр-Барс
Люзиньи́-сюр-Барс (фр. Lusigny-sur-Barse) — коммуна во Франции, находится в регионе Шампань — Арденны. Департамент — Об. Административный центр кантона Люзиньи-сюр-Барс. Округ коммуны — Труа.
Код INSEE коммуны — 10209.
Коммуна расположена приблизительно в 160 км к юго-востоку от Парижа, в 80 км южнее Шалон-ан-Шампани, в 16 км к востоку от Труа. Стоит на реке Барс.

## Население
Население коммуны на 2008 год составляло 1699 человек.
| 1962 | 1968 | 1975 | 1982 | 1990 | 1999 | 2008 |
| ---- | ---- | ---- | ---- | ---- | ---- | ---- |
| 1009 | 1012 | 990  | 1073 | 1281 | 1449 | 1699 |

## Экономика
В 2007 году среди 1080 человек в трудоспособном возрасте (15-64 лет) 800 были экономически активными, 280 — неактивными (показатель активности — 74,1 %, в 1999 году было 73,4 %). Из 800 активных работали 744 человека (418 мужчин и 326 женщин), безработных было 56 (15 мужчин и 41 женщина). Среди 280 неактивных 96 человек были учениками или студентами, 89 — пенсионерами, 95 были неактивными по другим причинам.

## Фотогалерея

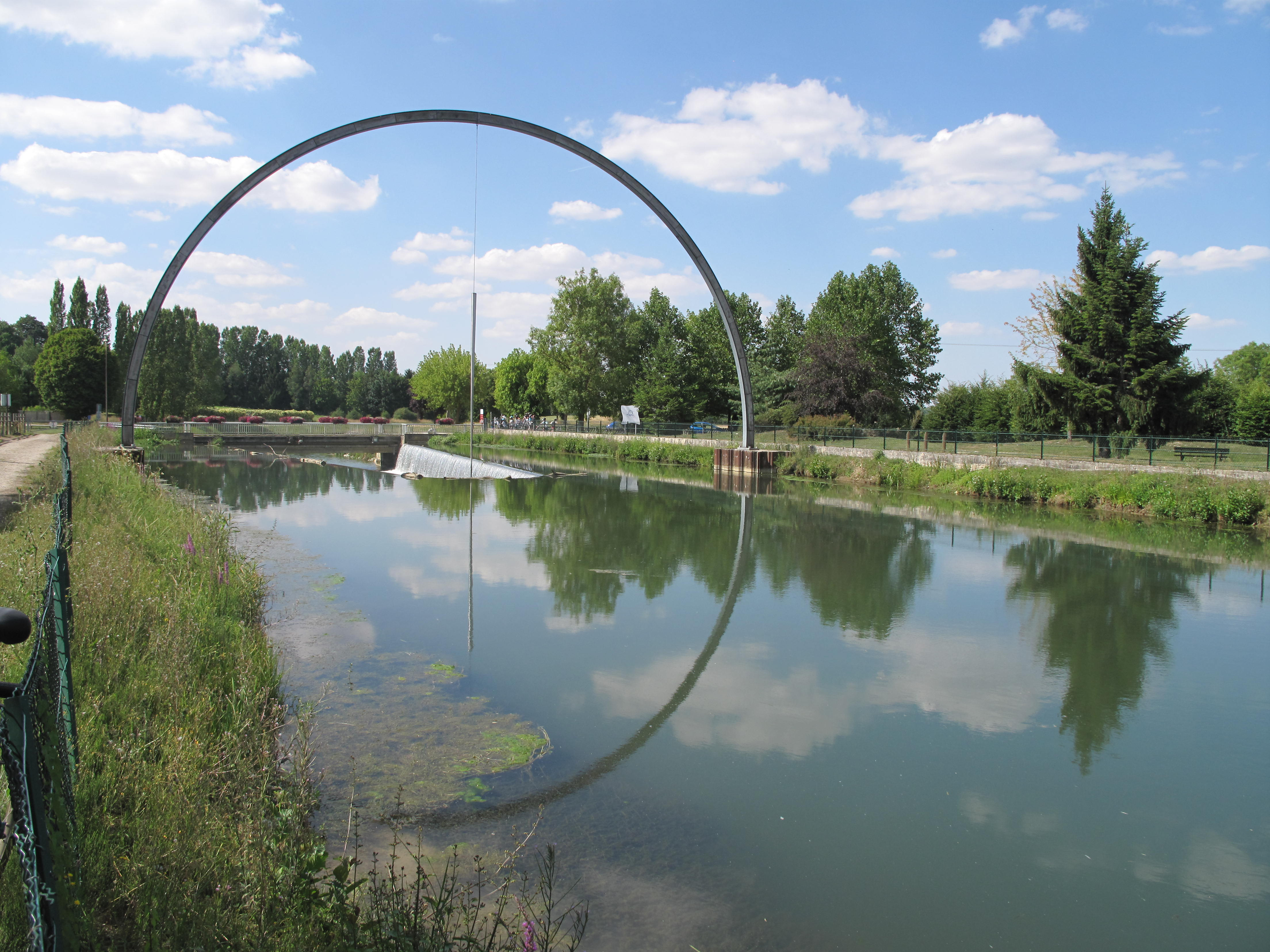
Канал, соединяющий реку Об и озеро Орьен
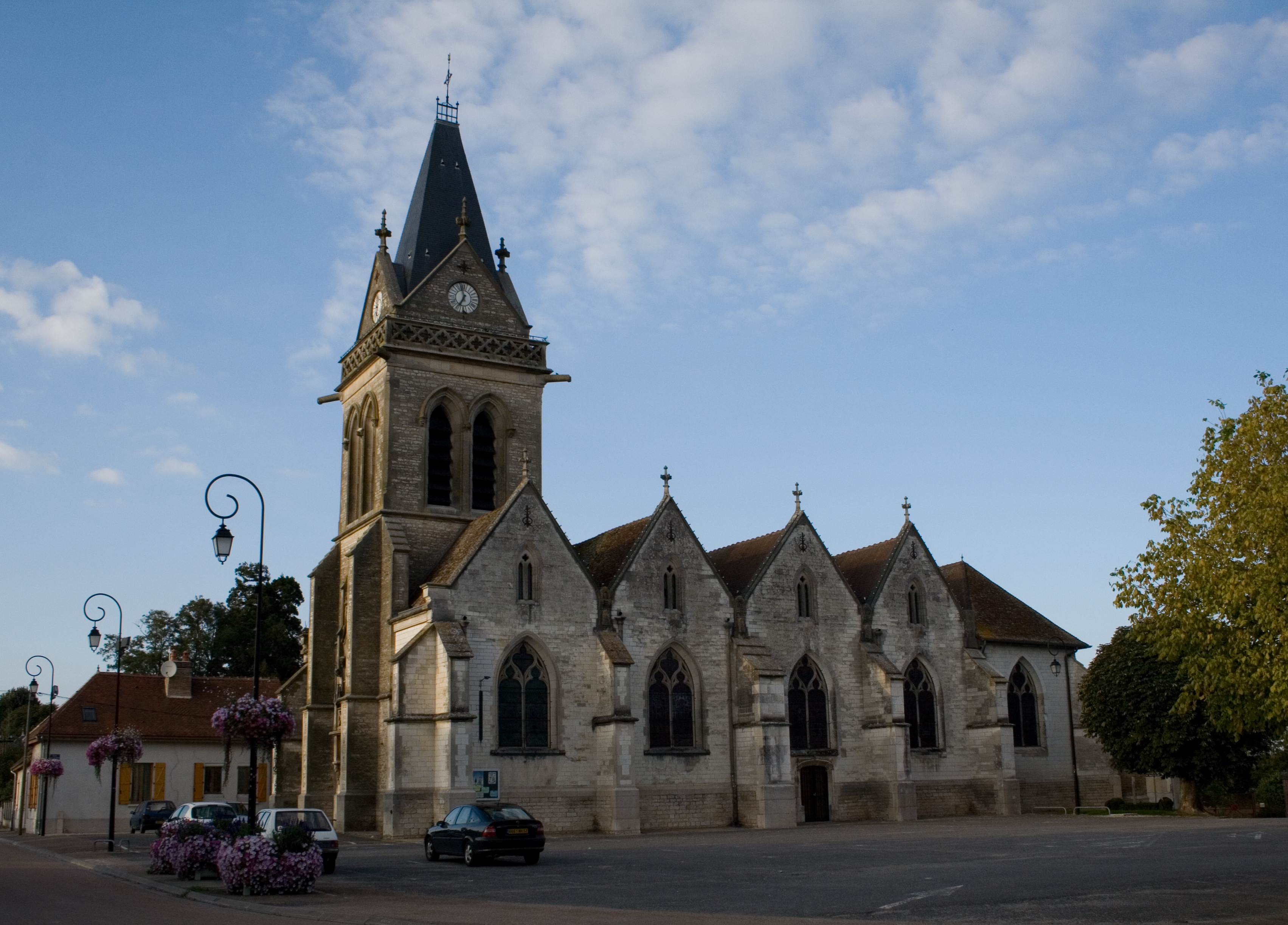
Церковь
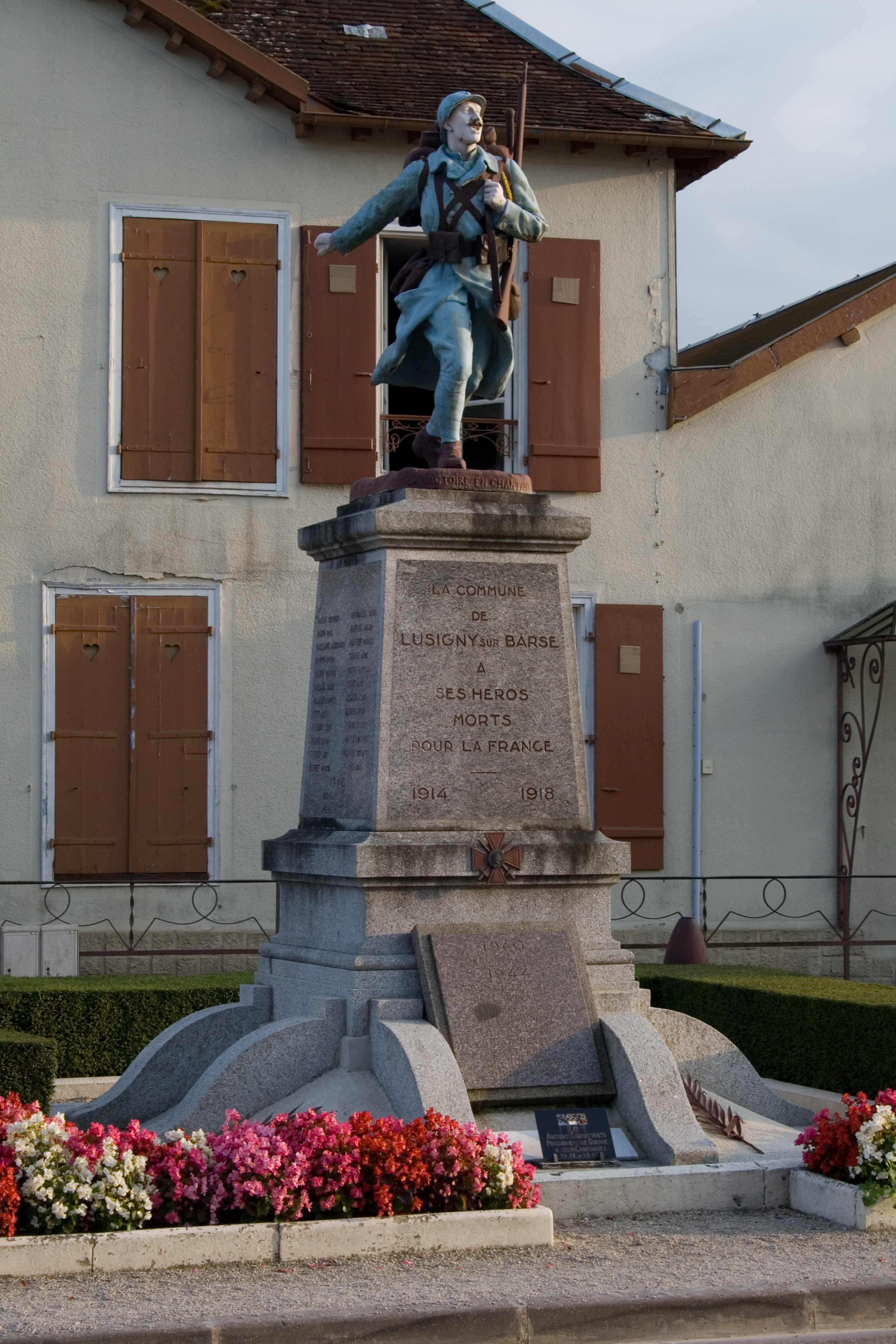
Памятник погибшим в Первой мировой войне
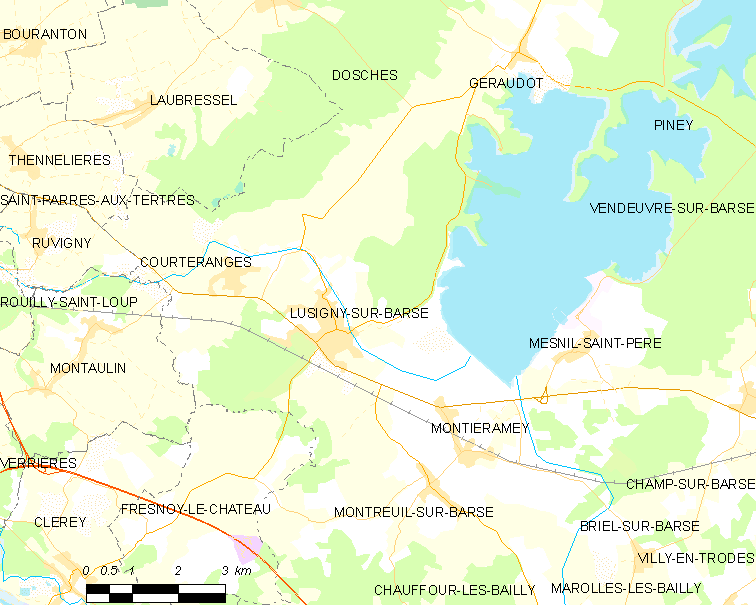
Карта коммуны